# Запесочное (Лельчицкий район)
Запесочное (бел. Запясочнае) — деревня в Лельчицком районе Гомельской области Беларуси. В составе Стодоличского сельсовета.

## География

### Расположение
В 28 км на юго-восток от Лельчиц, 52 км от железнодорожной станции Словечно (на линии Калинковичи — Овруч), 182 км от Гомеля.

## Транспортная сеть
Транспортные связи по просёлочной, затем автомобильной дороге Валавск — Лельчицы. Планировка состоит из почти прямолинейной, короткой, близкой к широтной ориентации улицы, застроенной деревянными крестьянскими усадьбами.

## История
Согласно письменным источникам известна с XIX века как селение в Лельчицкой волости Мозырского уезда Минской губернии. Согласно переписи 1897 года хутор Запесочное (он же Бор), действовала смолокурня. В 1931 году жители вступили в колхоз, работала паровая мельница. Во время Великой Отечественной войны в июле 1943 года оккупанты сожгли деревню и убили 10 жителей. Согласно переписи 1959 года в составе колхоза имени В. И. Ленина (центр — городской посёлок Лельчицы). Располагались фельдшерско-акушерский пункт.
До 1 декабря 2013 года деревня в составе Гребеневского сельсовета.

## Население

### Численность
- 2004 год — 15 хозяйств, 23 жителя.

### Динамика
- 1897 год — 18 дворов, 124 жителя (согласно переписи).
- 1917 год — 192 жителя.
- 1925 год — 32 двора.
- 1940 год — 42 двора, 150 жителей.
- 1959 год — 238 жителей (согласно переписи).
- 2004 год — 15 хозяйств, 23 жителя.